# Стаднюк Гнат Васильович
Стаднюк Гнат — український політичний діяч початку 20- го століття.

## Життєпис
Народився близько 1888 року у Волинській губернії.
Належав до УПСФ. Учитель однієї з середніх шкіл; евакуйованих до Чернігова з західних повітів Волині у 1915 році.
Голова Української ради Чернігівської губернії.
Згодом був комісаром УЦР з українізації школи.
З 15 березня по травень 1918 року був тимчасовим губернським комісаром(губернатором) Чернігівщини за влади УНР. Потім виїхав на Поділля.
1921 року; згідно з даними Фещенка-Чопівського входив до Ради Республіки — тимчасового вищого органу влади; створеного урядом УНР в екзилі на початку 1921 року.
Подальша доля невідома.